# Christina (Schweden)
|  | Dieser Artikel oder Abschnitt wurde wegen inhaltlicher Mängel auf der Qualitätssicherungsseite der Redaktion Geschichte eingetragen (dort auch Hinweise zur Abarbeitung dieses Wartungsbausteins). Dies geschieht, um die Qualität der Artikel im Themengebiet Geschichte auf ein akzeptables Niveau zu bringen. Dabei werden Artikel gelöscht, die nicht signifikant verbessert werden können. Bitte hilf mit, die Mängel dieses Artikels zu beseitigen, und beteilige dich bitte an der Diskussion! |

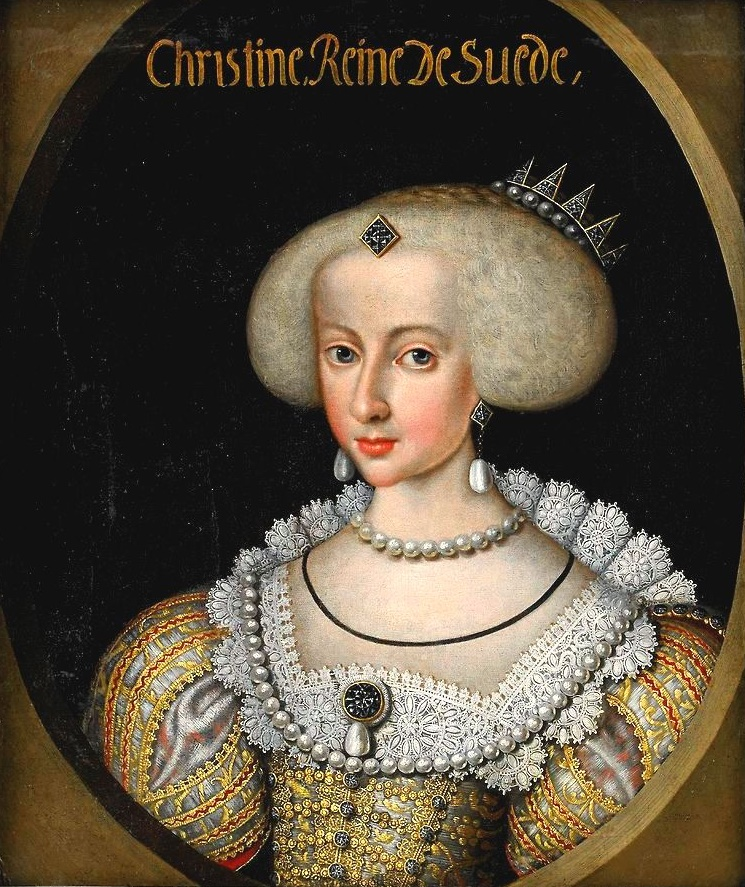
Frühes Porträt von Christina von Schweden um 1640 (Gemälde eines unbekannten Hofmalers)

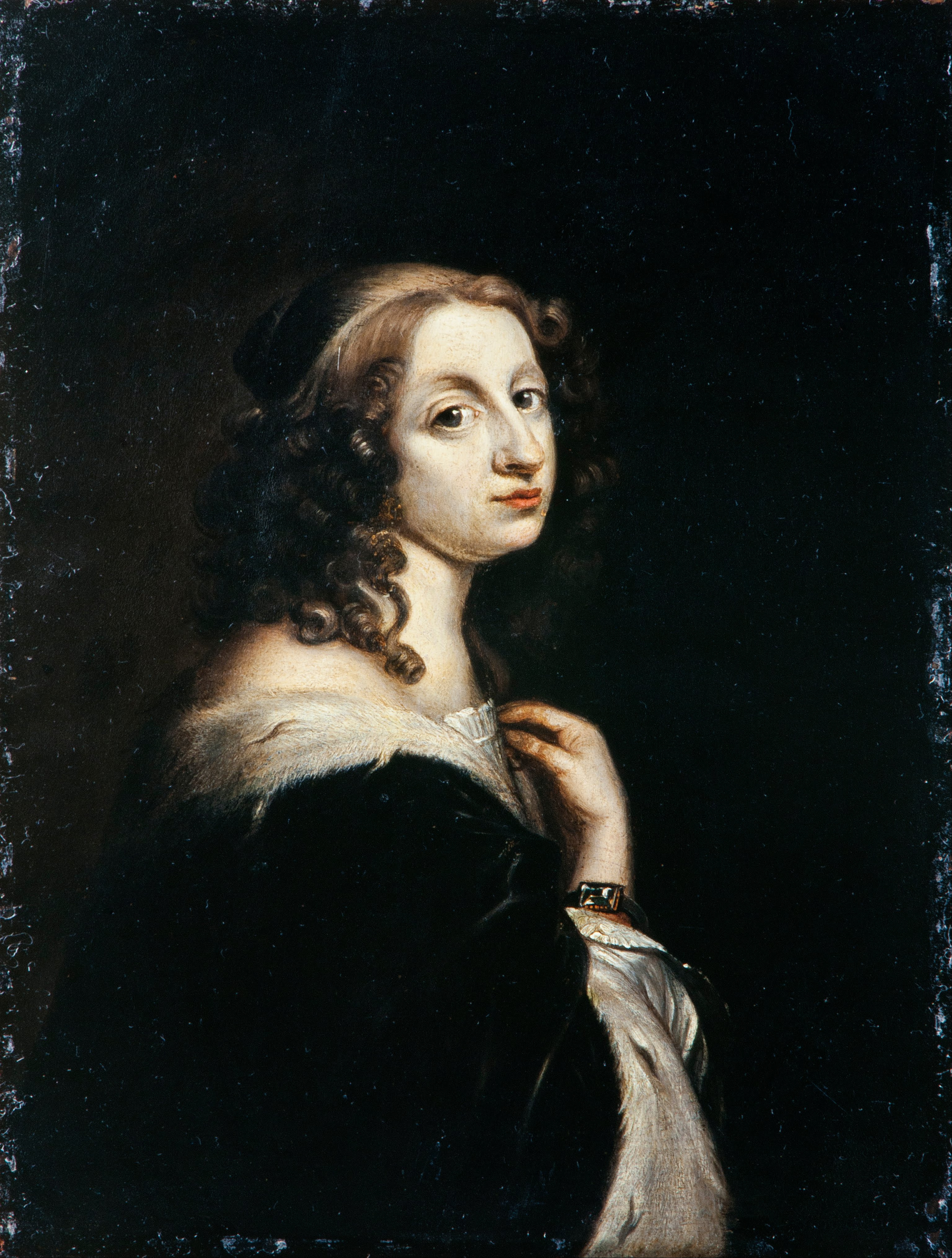
Porträt von David Beck, etwa 1650

Christina von Schweden (eigentlich Kristina, nach ihrem Übertritt zum Katholizismus Maria Alexandra, * 7. Dezemberjul. / 17. Dezember 1626greg. in Stockholm; † 19. April 1689 in Rom), Tochter des schwedischen Königs Gustav II. Adolf (1594–1632) und dessen Gemahlin Maria Eleonora von Brandenburg (1599–1655), war von 1632 bis 1654 Königin von Schweden.

## Leben

### Männliche Erziehung

Christina auf einem Porträt von Sébastien Bourdon (1653)

Christina war das jüngste Kind ihrer Eltern nach zwei Totgeburten und einer im Säuglingsalter verstorbenen Schwester. Als sie fünf Jahre alt war, fiel ihr Vater 1632 in der Schlacht bei Lützen. Sie trat unter Vormundschaft der Mutter Maria Eleonora die Regentschaft an und lebte bis 1636 bei ihrer Mutter. Auf Wunsch des Vaters wurde sie wie ein Kronprinz ausgebildet und ab 1635 auf das Königsamt vorbereitet. Weil die Mutter als depressiv und verantwortungslos galt, übernahm ab 1636 der Reichskanzler Axel Oxenstierna die Vormundschaft, und Christina lebte danach bei ihrer Tante Katharina Wasa und deren Mann Johann Kasimir von Pfalz-Zweibrücken. Sie wurde gemeinsam mit ihrer Cousine Marie Euphrosine von Pfalz-Zweibrücken-Kleeburg erzogen, lernte reiten und jagen, legte wenig Wert auf ihr Äußeres und verbrachte die Nächte mit ihren Studien. Mit ihrem Cousin Karl Gustav, der unter dem Namen Karl X. später ihr Nachfolger auf dem schwedischen Thron wurde, hatte sie in ihren Jugendjahren anscheinend eine kurze Liebschaft.
1644 übernahm Christina als Achtzehnjährige – und von nun an mündig – die Regierungsgewalt; die Krönung wurde allerdings wegen des Torstenssonkrieges verschoben. Bis dahin hatte Reichskanzler Axel Oxenstierna (1583–1654) die Regentschaft geführt. Christina nutzte die Unterstützung ihres Onkels Johann Kasimir von Pfalz-Zweibrücken und seiner beiden Söhne Karl Gustav und Adolf Johann, mit denen sie aufgewachsen war, um sich von der Bevormundung durch Oxenstierna zu befreien. 1647 ernannte sie Karl Gustav zum Generalissimus der schwedischen Truppen in Deutschland und signalisierte gleichzeitig ihre Absicht, ihn zu heiraten.

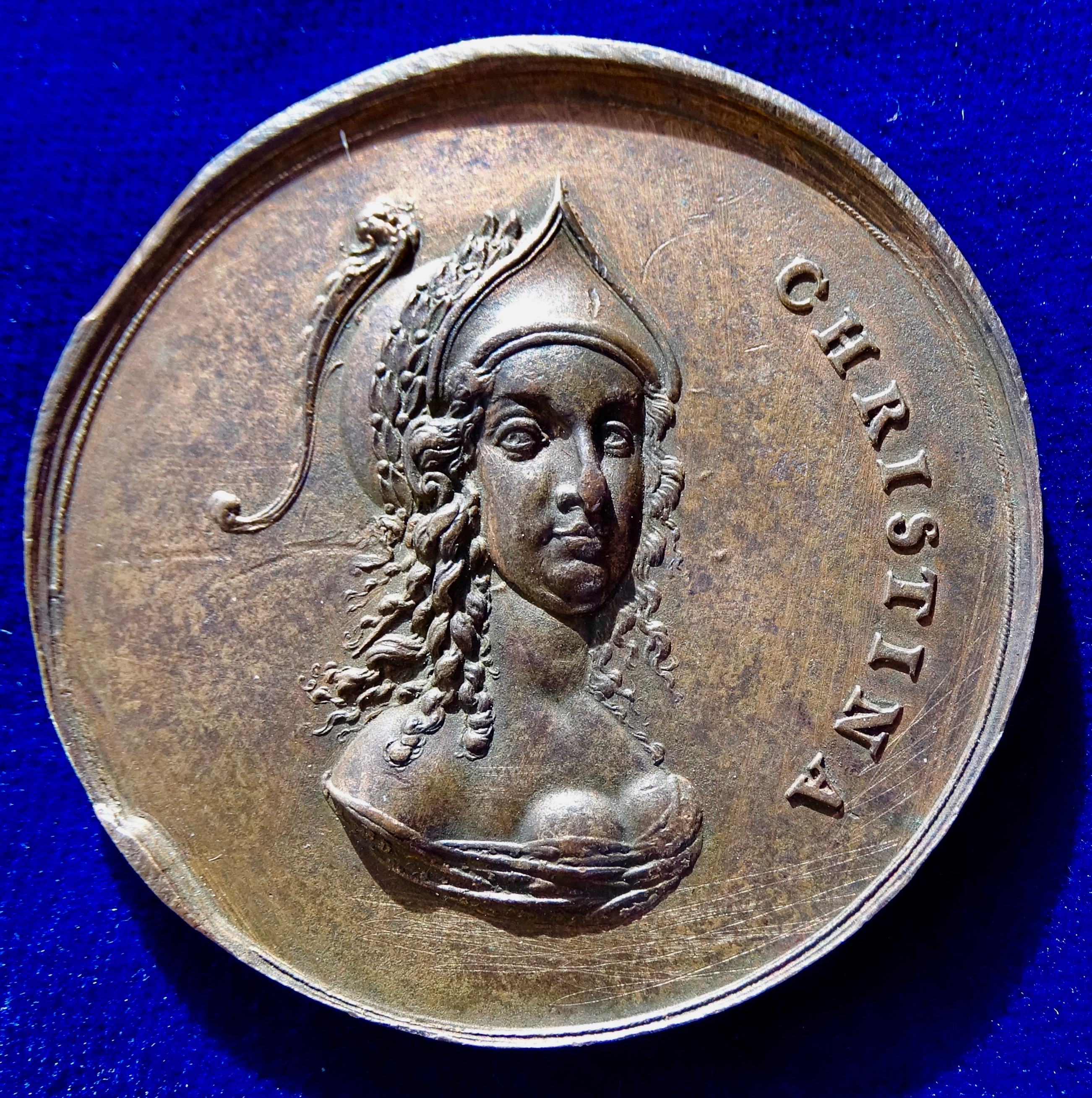
Medaille von Sebastian Dadler (1648). Der Westfälische Frieden, Stadtmuseum Münster

Während ihrer Regierung wurde 1645 Jämtland, Härjedalen, Gotland und Ösel im Frieden von Brömsebro hinzugewonnen. Johan Axelsson Oxenstierna und Johan Adler Salvius erwarben 1648 im Frieden von Osnabrück Vorpommern, Rügen und Bremen-Verden als Lehen im Heiligen Römischen Reich für Schweden. Ihr Eingreifen beschleunigte den Westfälischen Frieden und somit das Ende des Dreißigjährigen Krieges.
1649 erließ sie ein Verbot sämtlicher Hexenprozesse im schwedischen Königreich.

### Prunk, Kunst und Wissenschaft
In ihrer Regierungszeit führte sie einen prunkvollen Hof, einen der aufwendigsten in Europa. Das machte zwar einen starken Eindruck auf ihre Zeitgenossen und erhöhte so ihre Reputation, bürdete Schweden allerdings auch hohe finanzielle Lasten auf. Um Abhilfe zu schaffen, ließ sie den Finanzspezialisten Johan Palmstruch nach Schweden kommen. Im September 1649 ließ sie René Descartes aus Holland kommen, mit dem sie schon seit 1647 korrespondiert hatte, fand jedoch erst um die Jahreswende Zeit, sich ihm zu widmen. Ab Dezember 1649 empfing sie ihn, der am liebsten bis Mittag im Bett lag, morgens um 5 Uhr zu Gesprächen. Descartes erkrankte im Januar 1650 an Lungenentzündung und starb am 11. Februar 1650 im Haus des französischen Botschafters Pierre Chanut.
Christina kaufte und baute Bibliotheken und unterhielt eine Münz- und Gemäldesammlung. Ihre Kunstsammlung kam nicht nur auf konventionellem Wege zustande. So befahl oder genehmigte sie 1648 den Prager Kunstraub und erbeutete u. a. große Teile der Kunstsammlung Kaiser Rudolfs II., darunter über 760 Gemälde, 270 Statuen, 30.000 Münzen, 300 wissenschaftliche Instrumente und 600 Kristalle. Eines ihrer Lieblingsprojekte war die Universität Uppsala, die sie großzügig mit Gebäuden und Büchern, wie zum Beispiel dem Codex Gigas und De laudibus sanctae crucis, ausstattete, darunter auch die Beutekunst von Hans Christoph von Königsmarck aus dem Dreißigjährigen Krieg aus dem Lyceum Hosianum in Braunsberg. Sie unterstützte Gelehrte, die sich mit Religion, Kirchenvätern oder alten Sprachen beschäftigten. Zum Beispiel verkehrten Johannes Freinsheim, Cornelius Tollius, Nikolaes Heinsius der Ältere, Claude Saumaise, Pierre Daniel Huet, Gabriel Naudé und Samuel Bochart zu ihrer Zeit an Schwedens Hof.

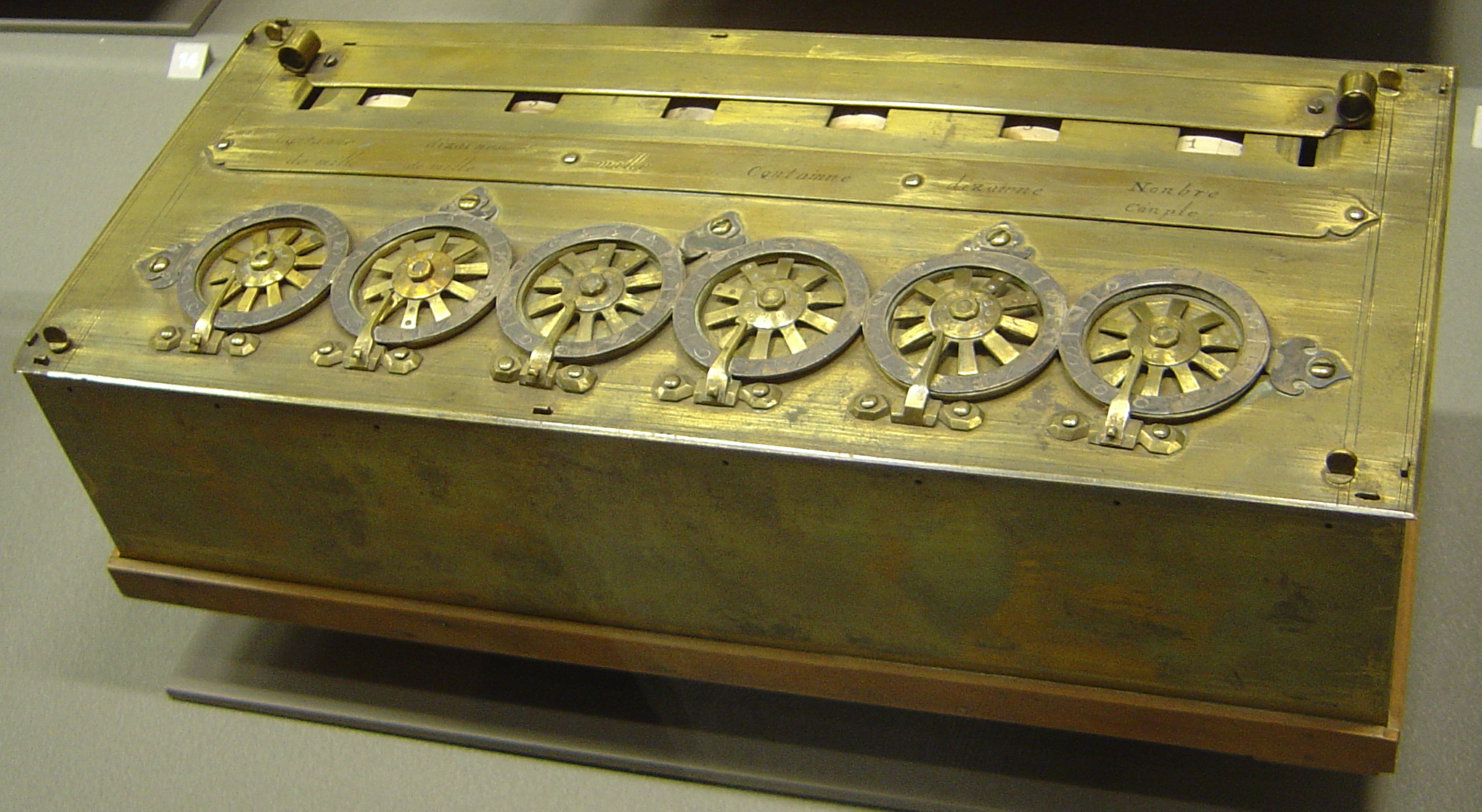
Pascal schenkte Christina eine seiner Pascalinen

Christina war auch dem Theater sehr zugetan. Der Einfluss ausländischer Künstler auf die schwedische Theaterkultur erlangte in ihrer Regierungszeit einige Bedeutung. Eine französische Ballettgruppe unter der Leitung von Antoine de Beaulieu wurde ab 1638 für Christinas Hof engagiert. 1647 kam der Geigenspieler Pierre Verdier nach Stockholm. Zu einem Ensemble italienischer Musiker an Christinas Hof gehörte bis 1654 unter anderem der Komponist und Gitarrist Angelo Michele Bartolotti. 1652 wurde Vincenzo Albrici mit einer italienischen Operngruppe und 1653 Ariana Nozeman mit einer niederländischen Theatergruppe zu Vorführungen im Bollhuset eingeladen. Die französische Sängerin Anne Chabanceau de La Barre wurde von ihr zur Hofsängerin (Hovsångerska) ernannt. Sie unterhielt weiterhin die Königliche Hofkapelle (Kungliga Hovkapellet), die seit König Gustav Wasa in unterschiedlichen Größen bestand. Der Dichter Georg Stiernhielm schrieb für sie das Schauspiel Den fångne Cupido eller Laviancu de Diane, in dem sie selbst als Göttin Diana auftrat. Auch Joost van den Vondel schrieb Gedichte für und über sie.

### Abdankung und Konversion zum Katholizismus

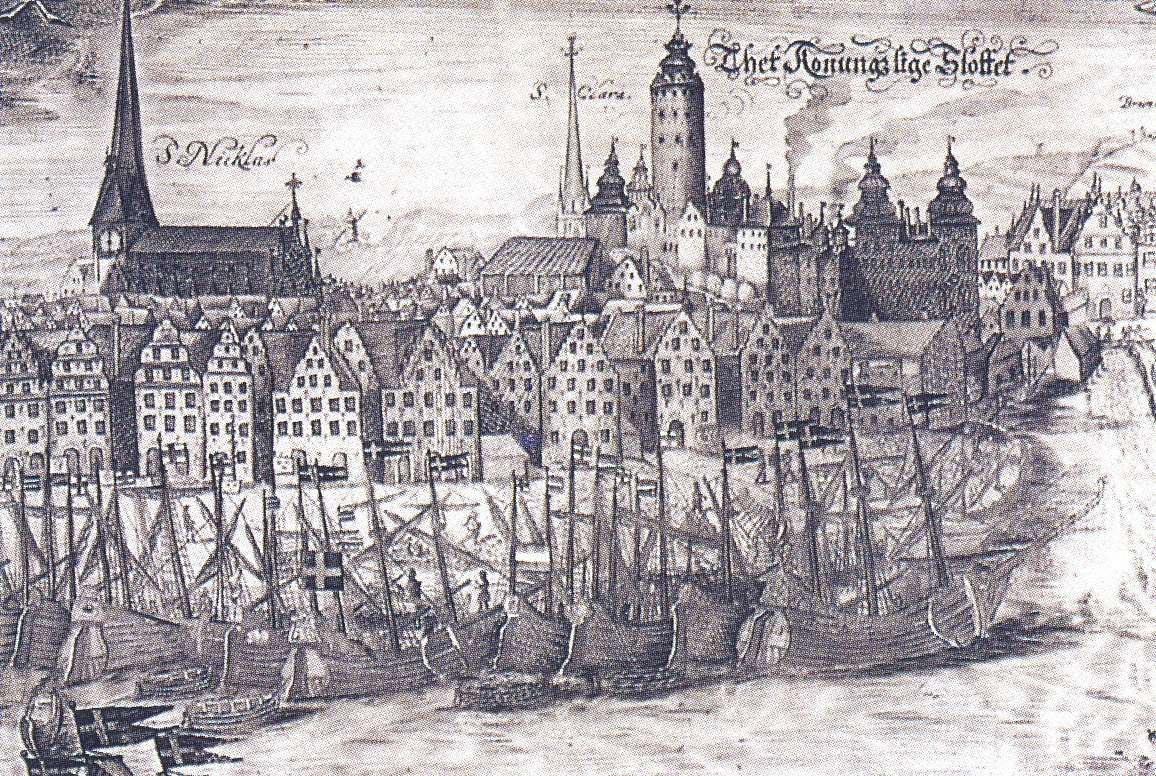
Bollhuset, links von der Burg Tre Kronor (Radierung von Wolffgang Hartmann, ca. 1650)

Ihrer Abdankung ging eine längere Vorgeschichte voraus. Schon 1650 kam es im Parlament zu Unruhen. 1651 erklärte die Königin, sie brauche Ruhe und das Land einen starken Führer. Bereits 1651, kurz nach ihrer offiziellen Krönung am 20. Oktober 1650, hatte Christina die Absicht zur Abdankung erklären lassen, war aber von Oxenstierna überredet worden, davon Abstand zu nehmen. Ein weiterer Grund für ihren Abdankungswunsch war, dass sie ihren Vetter, den Kurfürsten Friedrich Wilhelm von Brandenburg, heiraten sollte, aber jede Heirat prinzipiell ablehnte.
Im Mai 1652 wurden der Jesuitengeneral Goswin Nickel und Fabio Chigi, der spätere Papst Alexander VII., darüber informiert, dass Christina zum Katholizismus konvertieren wolle. Seitdem arbeiteten einige Jesuiten wie Gottfried Franken, der Christina in Mathematik unterrichtete, auf eine Konversion hin. Christina akzeptierte mittlerweile, ihre Regentschaft weiterhin fortzusetzen, unter der Bedingung, nie wieder nach einer Heirat gefragt zu werden. Innerhalb weniger Wochen verlor sie viel von ihrer Popularität, als Arnold Johan Messenius hingerichtet wurde, der sie schweren Fehlverhaltens beschuldigt und sie eine Jezebel genannt hatte.

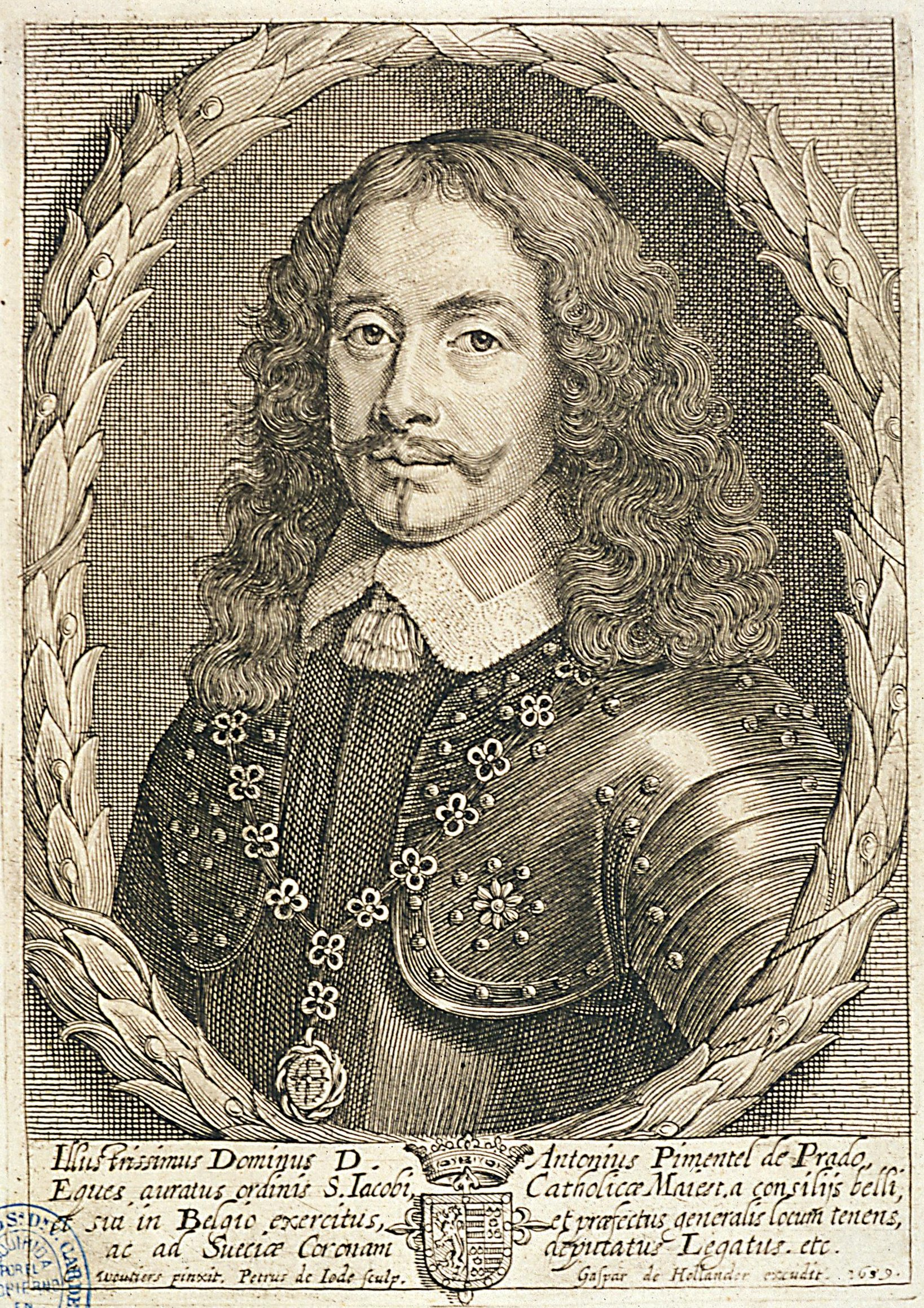
Don Antonio Pimentel de Prado (1604–1671/72) war einer von Christinas Favoriten (Kupferstich nach einem Porträt von Charles Woutiers)

Statt zu regieren, verbrachte sie die meiste Zeit mit ihren ausländischen Freunden im Festsaal (am Sonntagabend) und im Theater. Darin bestärkt wurde sie durch den Arzt Pierre Bourdelot, den sie nach Stockholm eingeladen hatte und der ihr empfahl, sie sollte weniger arbeiten und lesen und mehr ihrem Vergnügen leben. Ihre Mutter und Magnus Gabriel de la Gardie hatten nicht viel Vertrauen in Bourdelot und versuchten ihm entgegenzuwirken. De la Gardie wurde daraufhin kaltgestellt und ihre Mutter nach Schloss Gripsholm verbannt. 1653 gründete Christina den militärischen Amaranten-Orden, zu dessen erstem Ritter sie Antonio Pimentel de Prado ernannte. Alle Mitglieder mussten versprechen, nicht (wieder) zu heiraten. Christina bekam jedoch in der Öffentlichkeit immer mehr Kritik für ihre verschwenderische Politik. Innerhalb von zehn Jahren hatte sie siebzehn neue Grafen, 46 Barone und 428 Mitglieder des niederen Adels ernannt, und um diese mit ausreichenden Apanagen zu versehen, hatte sie Krongut verkauft oder verpfändet. Im Februar 1654 informierte sie den Reichsrat und den schwedischen Ständereichstag zum zweiten Mal über ihre Absicht, die Regentschaft niederzulegen und abzudanken. Oxenstierna antwortete ihr, dass sie ihre Entscheidung innerhalb von wenigen Monaten bereuen würde. Im Mai wurden ihre Vorschläge diskutiert. Sie hatte 200.000 Riksdaler pro Jahr gefordert, stattdessen wurden ihr schwedische Reichslehen angeboten. Finanziell wurde sie nun durch Einnahmen aus Norrköping, den Inseln Gotland, Öland und Ösel, Gütern in Schwedisch Mecklenburg und Schwedisch-Pommern gesichert. Ihre Schulden wurden von der Staatskasse übernommen.
Auf dem Reichstag im Schloss Uppsala wurde am 6. Juni 1654 die Abdankungsurkunde verlesen und ihr Nachfolger bestimmt. Die Krone Schwedens überließ sie ihrem Cousin Karl Gustav von Zweibrücken-Kleeburg, dem neuen König Karl X. Gustav (1654–1660).

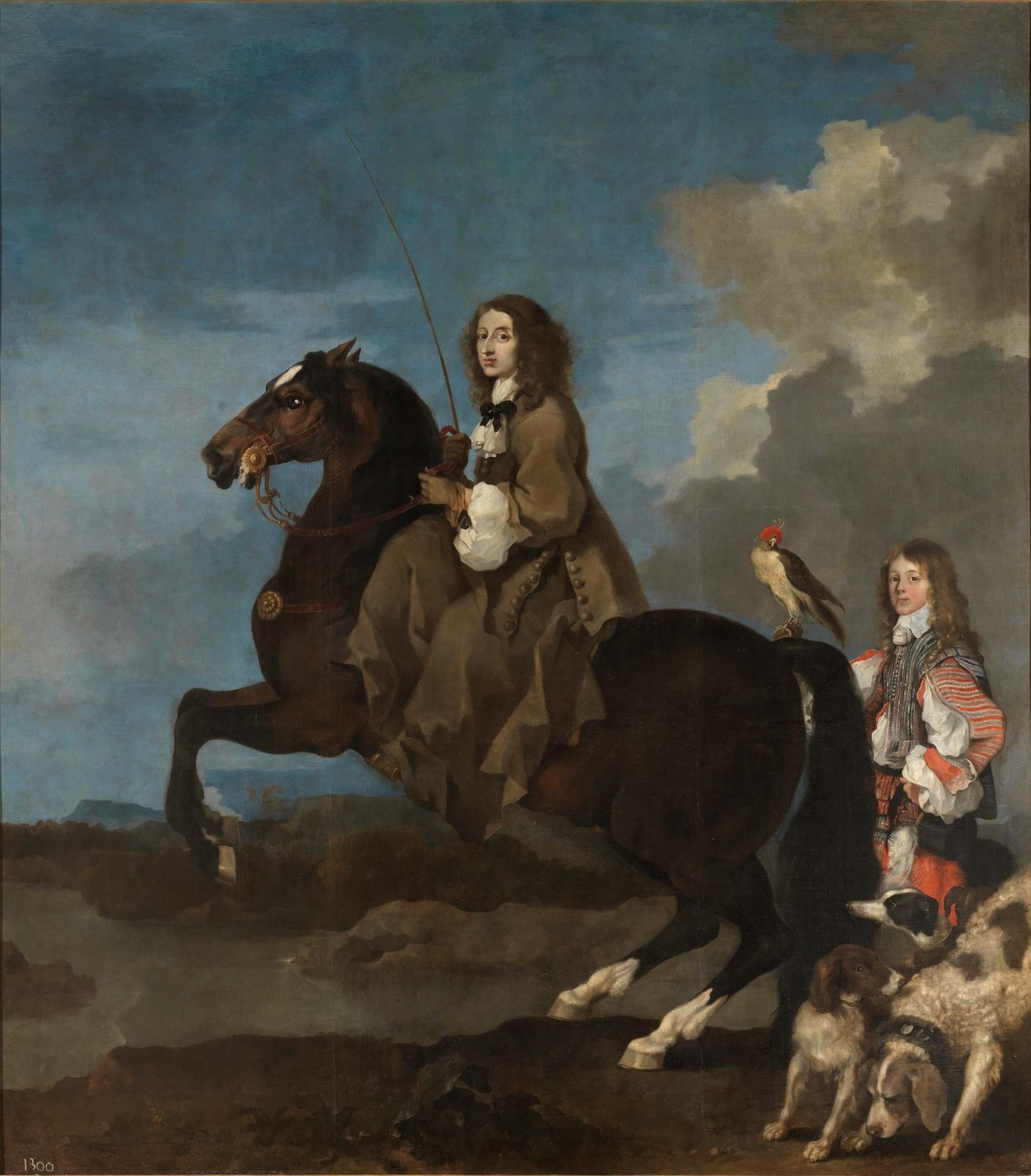
Reiterporträt von Sébastien Bourdon (1653).

Kurz darauf flüchtete sie wegen des Nordischen Krieges unter dem Tarnnamen Graf von Dohna über Münster und Utrecht nach Antwerpen. Christina hatte bereits wertvolle Bücher, Gemälde, Statuen und Wandteppiche aus ihrer Burg Tre Kronor verpackt und auf einigen Schiffen verschickt. In Antwerpen wurde sie von Hannibal Sehested besucht, Leopold Wilhelm von Österreich, der sie nach Brüssel einlud, und dem eifersüchtigen und beleidigten Louis II. de Bourbon, prince de Condé. Am 24. Dezember 1654 konvertierte sie, vorerst aus politischen Gründen unter Geheimhaltung, in Brüssel vor Zeugen und Freunden, darunter Antonio Pimentel und Raimondo Montecuccoli. Nach neun Monaten reiste sie nach Innsbruck, wo sie am 3. November 1655 in der Innsbrucker Hofkirche den Übertritt zum Katholizismus öffentlich vollzog. Dabei wurde sie vom päpstlichen Gesandten Lukas Holste betreut. Das Ereignis wurde mit großem Aufwand gefeiert. Am Abend wurde zu ihren Ehren die Oper Argia von Antonio Cesti aufgeführt. Ihr Gastgeber Ferdinand Karl (Österreich-Tirol) scheint allerdings froh gewesen zu sein, als sie abreiste.
Über die Gründe der Konversion ist viel diskutiert worden. So wird vermutet, dass ihr Übertritt als Protest gegen die strenge protestantische Erziehung zu sehen sei oder dass sie von der kulturellen Blüte katholischer Länder im Barock fasziniert war, oder sogar, dass sich die eigensinnige Ex-Königin als Katholikin in dem von ihr geliebten Italien mit seinem warmen Klima freier würde bewegen können. Für die Kräfte der Gegenreformation Europas war der Übertritt ein Triumph, schließlich war sie die Tochter Gustav Adolfs, des protestantischen Helden im Dreißigjährigen Krieg.

### Rom

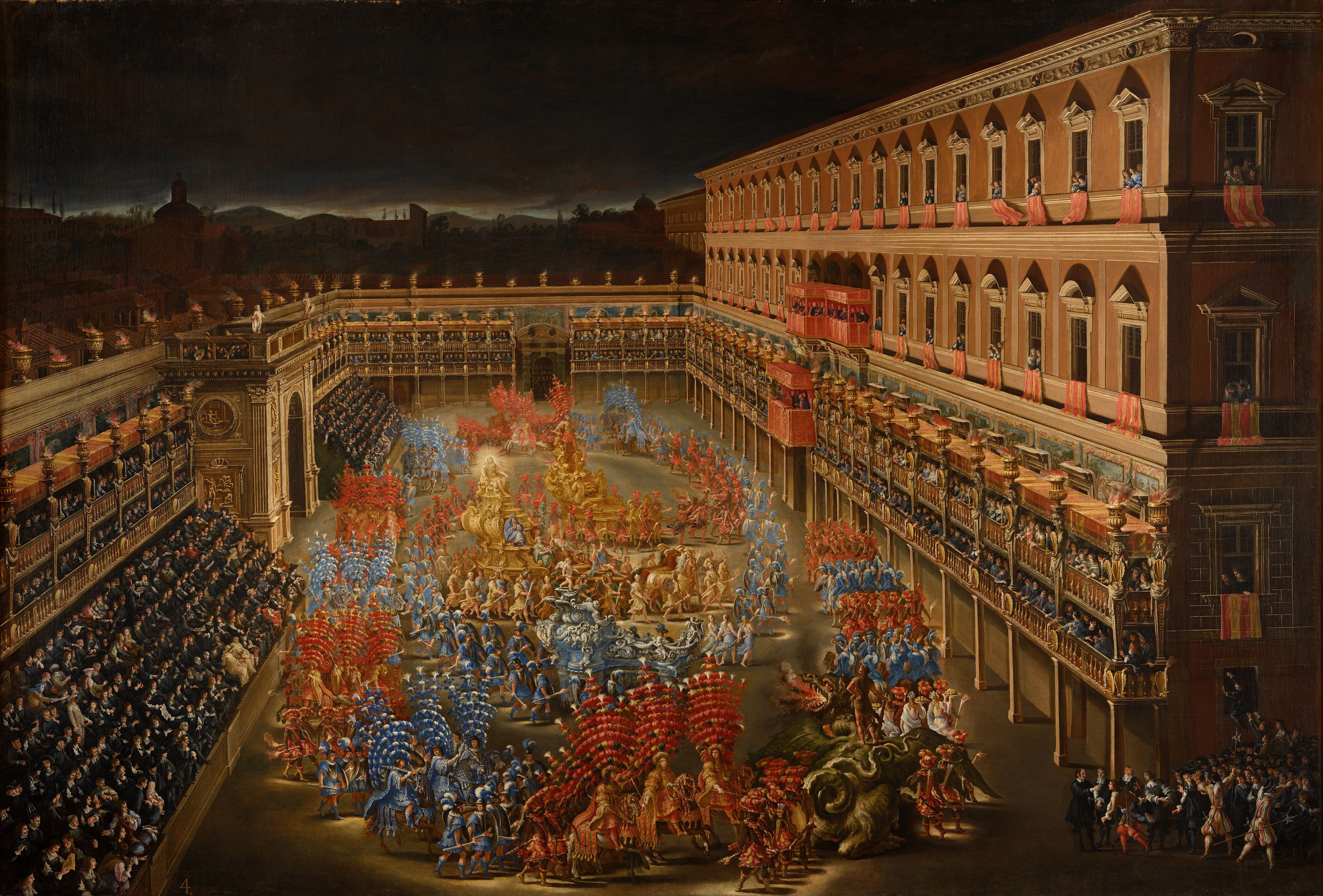
Festlichkeiten für Christina vor dem Palazzo Barberini 1656

Ab Dezember 1655 nahm sie ihren Wohnsitz im Palazzo Farnese in Rom. Ihre Ankunft feierte Stefano Gradi mit einer lateinischen Begrüßungsrede. Nach ihrer Firmung durch Papst Alexander VII. nahm sie die Namen Maria Alexandra an, ihre Korrespondenz unterschrieb sie jedoch mit dem Namen „Christina Alexandra“. Über die Krone Neapels verhandelte sie erfolglos mit den Spaniern, dann insgeheim mit Kardinal Mazarin; doch er wollte die Krone nach dem Tod Christinas für Frankreich haben. Auf einer Frankreichreise Christinas 1656 wurden die Einzelheiten festgelegt. Der Plan wurde jedoch verraten, und Christina ließ den vermutlichen Verräter aus ihrem Gefolge, den Oberstallmeister Markgraf Giovanni Monaldeschi, in Schloss Fontainebleau am 10. November 1657 töten. Die Umstände der Tat – sie besaß ja keinerlei königliche Rechte mehr – empörten die Franzosen so sehr, dass sie als Persona non grata das Land verlassen musste und auch in Rom von der Gesellschaft längere Zeit geächtet wurde. Im Juli 1659 (oder 1663?) zog sie nach Trastevere in den Palazzo Riario, auf der Oberseite des Janiculus. Carlo Ambrogio Lonati wurde dort ihr Konzertmeister, Lelio Colista Lautenist, Loreto Vittori war einer ihrer Sänger.
Nach Schweden reiste Christina noch zwei Mal: 1660, als nach dem Tod von Karl X. Gustav die Abdankung neu verhandelt wurde, und 1667, als man ihr aber die Weiterreise und (bis zur Krönung eines neuen Königs) die künftige Einreise untersagte, da sie in Begleitung eines katholischen Priesters war. 1666 bis 1668 war sie in Hamburg, um sich mit Abraham Senior Teixeira und seinem Sohn um die Verwaltung ihrer schwedischen Güter zu kümmern. Auch ihre politischen Ambitionen hatte sie nicht zuletzt aus finanziellen Gründen noch nicht ganz aufgegeben, so spekulierte sie 1668 auf die Krone Polens.
Sie widmete sich ganz der Kunst und eröffnete am 8. Januar 1671 das Teatro Tor di nona, das erste öffentliche Theater der Stadt, wo, anders als damals üblich, auch Frauen spielten oder sangen. Ganz Rom war begeistert von dieser Neuerung, aber schon 1676 wurde dieses Theater auf Anweisung des neuen Papstes Clemens X. geschlossen. Christina war eine Liebhaberin der Barockmusik und spielte wahrscheinlich selbst Geige. Sie gab bei Alessandro Stradella und Bernardo Pasquini Kompositionen in Auftrag. Giacomo Carissimi und Alessandro Scarlatti (1680–1683) wurden ihre Kapellmeister. Arcangelo Corelli widmete ihr sein Opus 1 und spielte 1685 in Rom anlässlich der Krönung des englischen Königs Jakobs II.
Mit den Formalitäten ihrer neuen Konfession nahm sie es allerdings nicht so genau – sie sei keine „Betschwester“, sagte sie auf Vorhaltungen, dass sie selten zur Beichte gehe. Sie hatte gute Kontakte zu Miguel de Molinos, einem spanischen Mystiker, der keinen Wert auf die Sakramente legte und 1687 zu ewiger Kerkerhaft verurteilt wurde. Christina setzte sich für religiöse Toleranz ein, verurteilte die Verfolgung der Protestanten unter Ludwig XIV. und nahm 1686 die Juden in Rom unter ihren persönlichen Schutz.
Sie starb am 19. April 1689 in Rom und wurde in den Vatikanischen Grotten im Petersdom bestattet. Ihr lateinischer Titel auf dem Epitaph von Carlo Fontana lautet: CHRISTINA ALEXANDRA D(EI) G(RATIA) SUEC(ORUM) GOTH(ORUM) VANDALORUM REGINA (deutsch: Christina Alexandra, von Gottes Gnaden Königin der Schweden, Goten und Vandalen).

Als Erben und Nachlassverwalter setzte sie ihren Vertrauten, Kardinal Decio Azzolini, ein, der aber bereits sieben Wochen nach ihr starb. Teile der kostbaren Bibliothek sowie ihre Briefe und Dokumente erwarb später der Papst. Der Großteil wurde zur Deckung ihrer Schulden über ganz Europa verstreut verkauft.

## Pallas des Nordens

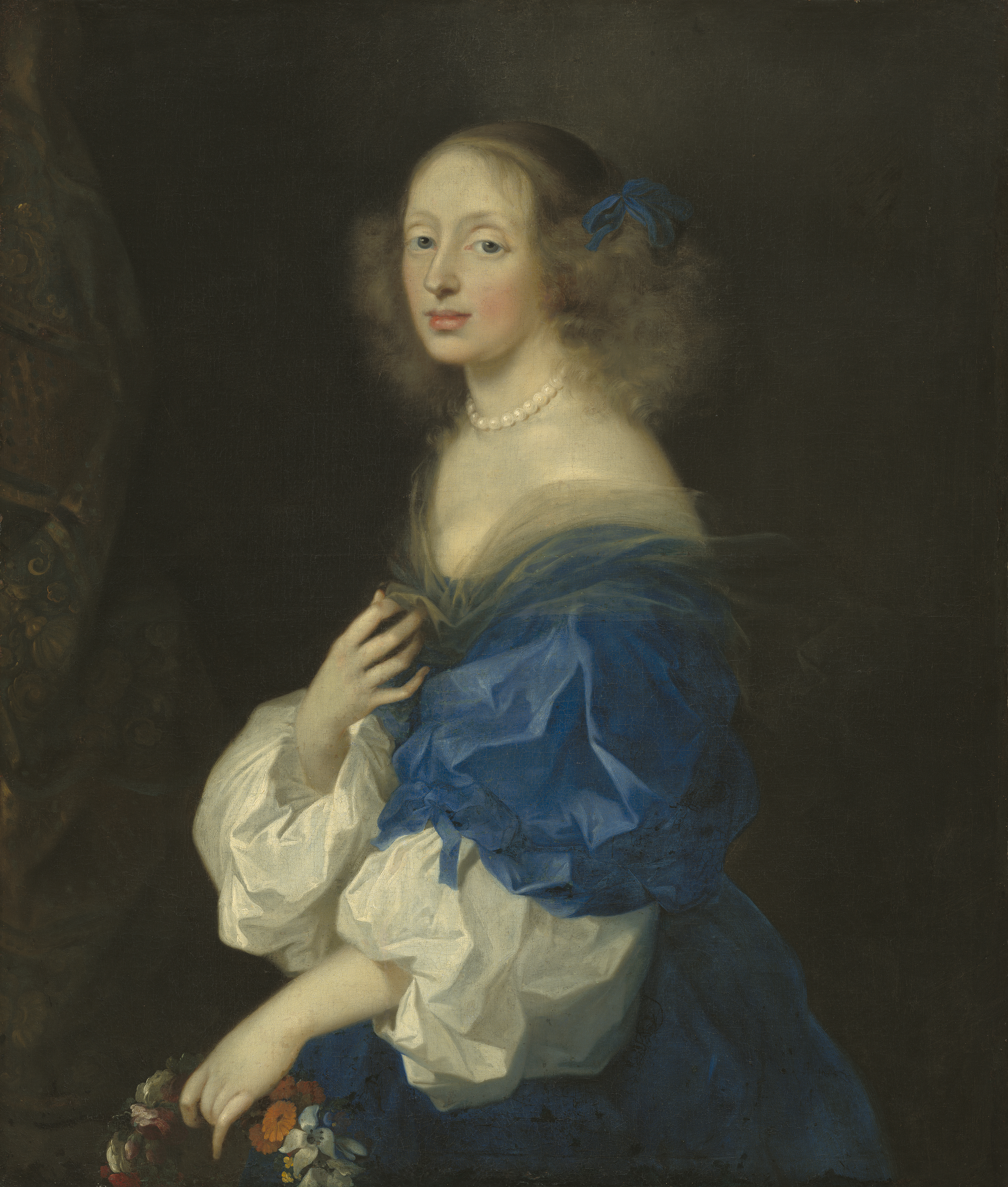
Christinas Hofdame Ebba Sparre heiratete 1652 auf Initiative der Königin einen Bruder von Magnus Gabriel de la Gardie (Gemälde von Sebastién Bourdon)

Nach ihrem Tod wurde formell die von ihr angeregte Accademia dell’Arcadia gegründet.
Christina wurde gerne als „Pallas“ oder „Semiramis des Nordens“ bezeichnet. Es gab aber auch viele andere Geschichten und Gerüchte. Christina hatte wenig Weibliches in ihrem Auftreten. Sie hatte eine tiefe Stimme, ging meistens einfach und als Mann in Hosen und Stiefel gekleidet und ließ sich ihre Haare wie ein Mann schneiden. Sie hatte eine ausgeprägte Vorliebe für erotische Kunst, Literatur und Autoren wie Pietro Aretino. Als sie 22 Jahre alt war, kannte sie die Ars amatoria und einige Epigramme von Marcus Valerius Martialis auswendig. Verschiedentlich wurde angenommen, sie sei lesbisch oder bisexuell veranlagt gewesen. Insbesondere ihre von 1644 bis 1662 andauernde Zuneigung zu ihrer Hofdame Ebba Sparre (1626–1662) ist in zeitnahen Quellen dokumentiert, beispielsweise in ihrem Briefwechsel. Andererseits vermutete man auch eine Liebesbeziehung zu ihrem engen Vertrauten Kardinal Decio Azzolini, der sich deswegen sogar mehrfach vor dem Papst verantworten musste. In ihrer Jugend schwärmte sie für den Grafen Magnus Gabriel De la Gardie, der dies zur Förderung seiner diplomatischen Karriere ausnutzte und dann eine enge Freundin Christinas heiratete. Sie weigerte sich ihr ganzes Leben lang zu heiraten – allein die Vorstellung einer Abhängigkeit von einem Mann erregte bei ihr eine heftige Abneigung.

## Rezeption
Der Komponist Graf Friedrich Wilhelm von Redern widmete ihr seine einzige Oper Christina, Königin von Schweden (1820). Am Mindre Teatern in Stockholm wurde 1849 Jacopo Foronis Oper Cristina, regina di Svezia uraufgeführt. August Strindberg schrieb über sie 1901 das Drama Kristina. Der Spiegel der Königin von Nina Blazon ist ein Jugendroman über die Geschichte Kristinas.
Das Königin-Christinen-Haus in Zeven wurde nach ihr benannt. Im Tafelservice berühmter Frauen von Vanessa Bell und Duncan Grant von 1934 ist ihr ein Teller gewidmet.

## Monumente

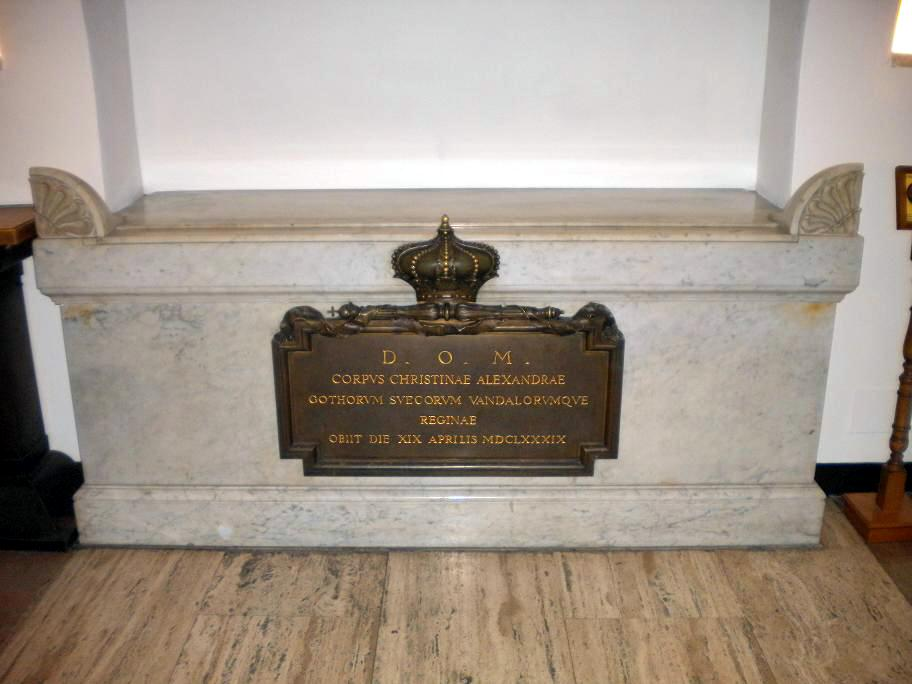
Grab in den Grotten des Petersdoms
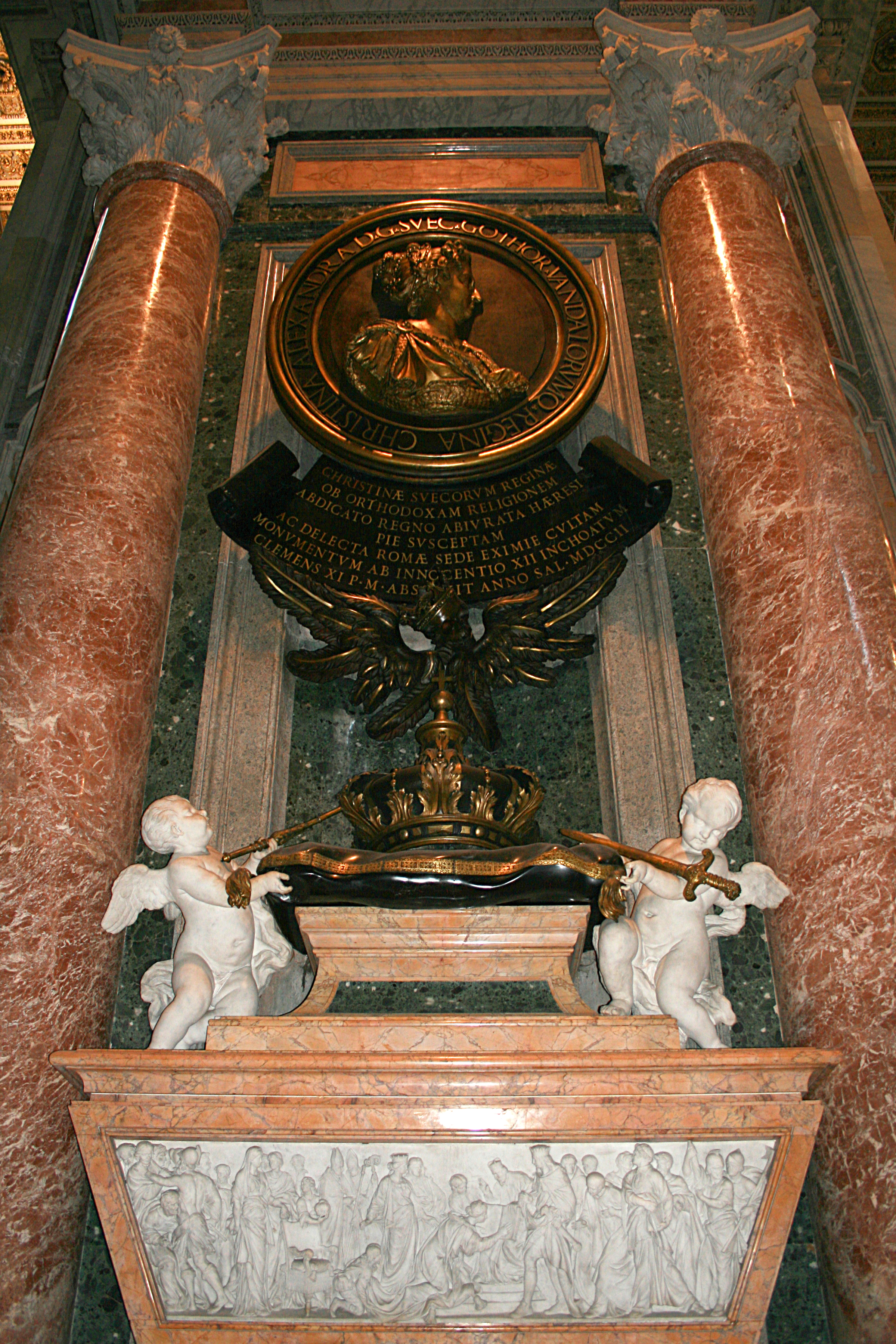
Grabdenkmal im Petersdom (rechtes Seitenschiff)
Gedenktafel zur Konversion Christinas in der Innsbrucker Hofkirche
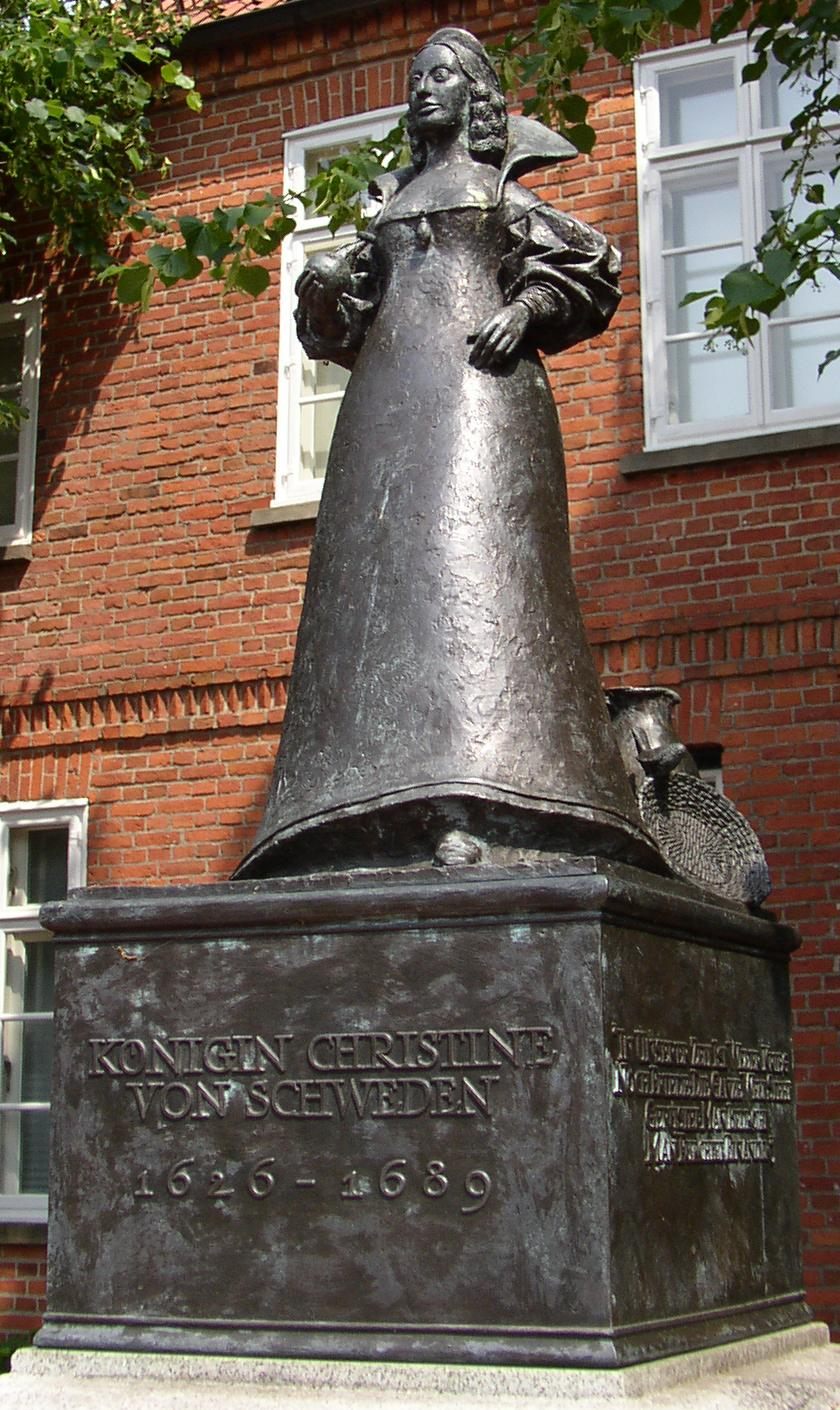
Moderne Statue in Zeven

## Porträts

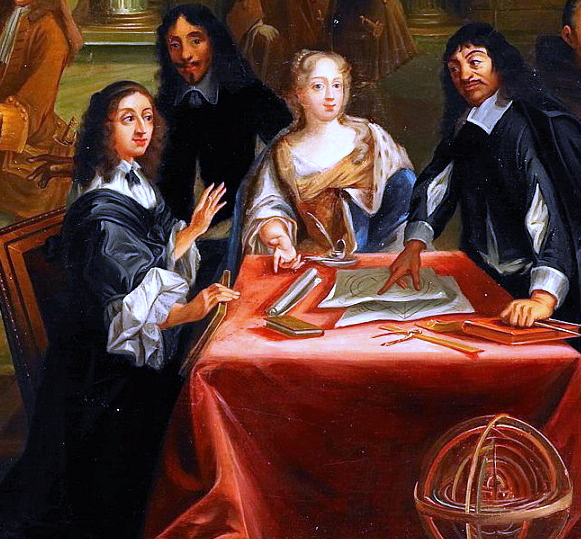
Christina diskutiert mit René Descartes (Kopie eines Gemäldes von Pierre Louis Dumesnil, Ausschnitt)

Weitere bekannte Porträts sind unter anderem:
- Ein Stich von Robert Nanteuil von 1654.[26]
- Ein Gemälde des holländischen van Dyck-Schülers David Beck (1621–1656) aus dem Jahr 1650 im Finnischen Nationalmuseum. Beck folgte Christina bis nach Brüssel und scheint von Christina für diplomatische Missionen eingesetzt, jedoch in Den Haag vergiftet worden zu sein.[27]
- Stich von Wenceslaus Hollar.
- Eine abgebildete seltene Goldmünze (Gekröntes Brustbild, 6 Dukaten, 1644), die im März 2011 für die Rekordsumme von 260.000 Euro versteigert wurde.

## Verfilmung
- Königin Christine (USA, 1933), mit Greta Garbo unter der Regie von Rouben Mamoulian
- Christina – Zwischen Thron und Liebe (The Abdication) (GB, 1974), mit Liv Ullmann unter der Regie von Anthony Harvey
- Drottning Christina (Schweden, 1981), mit Lena Nyman unter der Regie von Björn Melander
- Christina Wasa – Die wilde Königin (Dokumentation, Deutschland, 2013) unter der Regie von Wilfried Hauke
- The Girl King (Finnland, Deutschland (Bayern), Kanada (Québec), Schweden, 2015) unter der Regie von Mika Kaurismäki

## Werke
Christina ließ ihre Briefe an Descartes veröffentlichen und postum ihre Maximen. Deutsche Ausgaben sind:
- Historische Merkwürdigkeiten der Königin Christina von Schweden, Herausgeber Johan Arckenholtz,[28] Amsterdam und Leipzig, vier Bände 1751–1760; siehe Google Books (Werke, auch französisch Mémoires pour servir à l’histoire de Christine de Suède, vier Bände 1751–1760)
- Memoiren, Aphorismen, München, Winkler 1967 (Herausgeberin Anni Carlson)
- Gedanken über Religion und Leben, Düsseldorf, Schwann, 1930 (Herausgeber Hermann Joseph Schmidt)
- Gesammelte Werke – Autobiographie, Aphorismen, historische Schriften, Hamburg, Autorenverlag Maeger 1995 (mit 130 restaurierten Faksimileseiten der Arckenholtz-Ausgabe 1751/2)

Briefwechsel unter anderem mit Descartes:
- Lettres choisis des Christine reine de Suede, 1760
- Lettres secrets, Genf 1761

## Literatur

Gekröntes Brustbild Christinas auf einer 6-Dukaten-Goldmünze aus dem Jahr 1644

Taler Königin Kristina (Schwedisch-Pommern) 1642

Dukaten Königin Kristina (Schwedisch-Pommern) 1641